# Contradictio in adjecto
 Contradictio in adjecto лат.(изговор: контрадикцио ин адјецто.) Супротност у придјеву.

## Дослован превод
Изреку  чине ријечи: (лат. contradictio, onis, f.)  што значи приговарање, противсловље, (лат. in)   , што значи у,    и  (лат. adicio, ieci,iectum),  што значи добацити, бацити до, приложити, додавати, придодати.

## Поријекло изреке
Није познато ко је изрекао ову сентенцију.

## Изрека у српском језику
| „ | Округло па на ћоше! | ” |

## Значење поИвану Клајну
| „ | несклад у одређивању појма, придавање чему својстава супротних самој суштини појма који се одређује, нпр. честита варалица... | ” |

## Значење поМилану Вујаклији
| „ | противречност у приданоме, нпр.четвороугласт круг, дрвено гвожђе... | ” |

## Значење поДрагољубу Рајићу
| „ | противречност у додатку | ” |

## Тумачење
Изрека указује на могућу логичку бесмисао.  Сви горенаведени уважени и компетентни аутори су на различите начине и различитом количином ријечи објаснили ову изреку. Код Латина је ријеч најскупља. Зато је само у најмањој могућој мјери и троше. Њима је требало само три ријечи и да недвосмислено и прецизно кажу што су мислили: (лат. Contradictio in adjecto) Супротност у придјеву. То јесте сентенција. 